# Core Data
Core Data is onderdeel van de Cocoa-API in Mac OS X en werd als eerst geïntroduceerd in Mac OS X 10.4 Tiger en voor de iPhone in de iPhone SDK 3.0.
Het is een systeem om data te organiseren volgens het entity-relationshipmodel om vervolgens geserialiseerd te worden in XML, binair of SQLite-data. De data kunnen worden aangepast door middel van objecten van een hoger niveau die entiteiten en hun relaties voorstellen. Core Data beheert de geserialiseerde versie, waardoor men toegang krijgt tot het beheer van de bestaanstijd van het object.